# Jude Deveraux

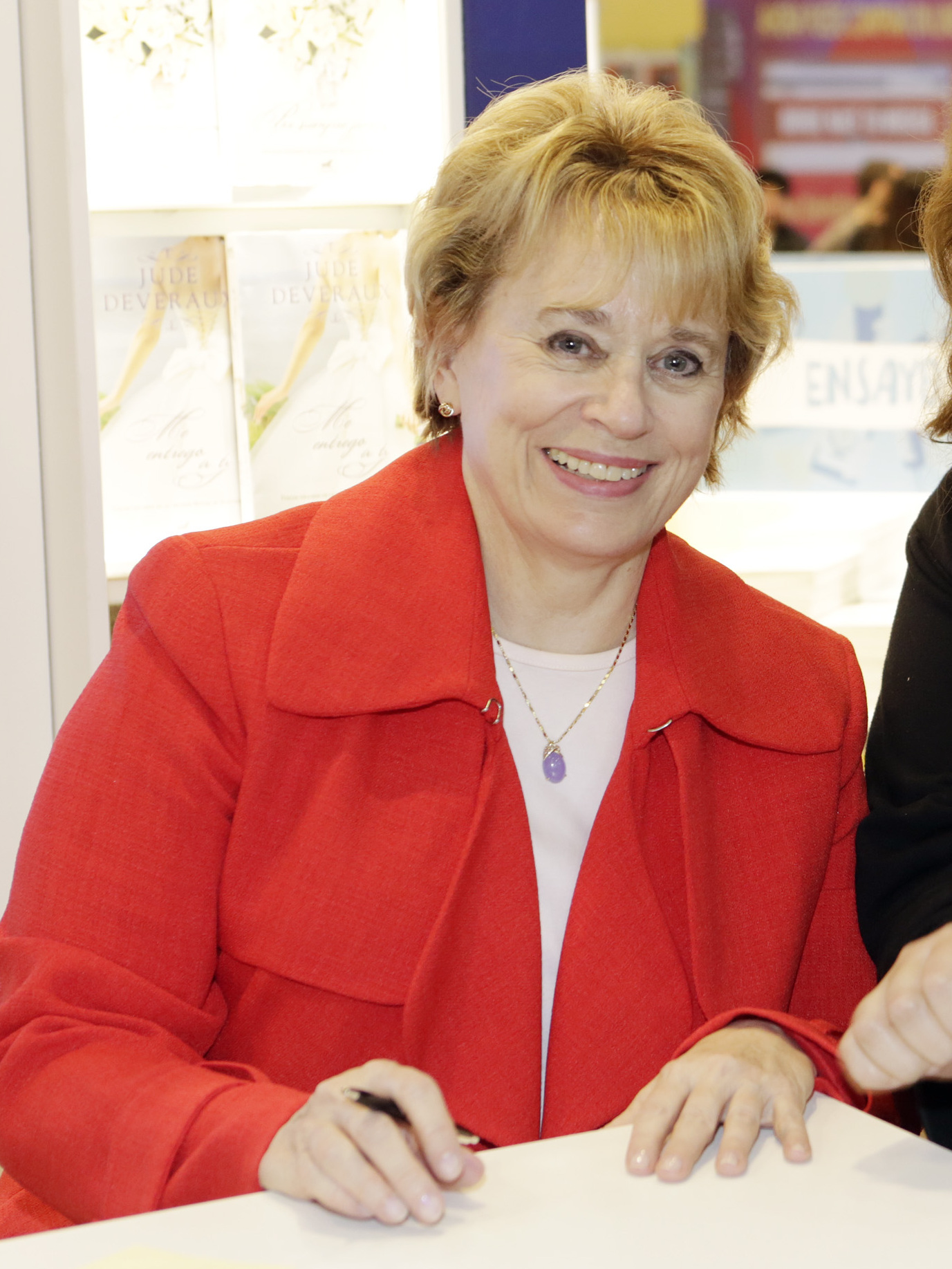
Jude Deveraux, 2016

Jude Deveraux, echte naam Jude Gillian White (Fairdale (Kentucky), 20 september 1947) is een Amerikaanse schrijfster van vooral historische romans. In 1976 begon ze met schrijven en vandaag de dag zijn er meer dan 30 miljoen van haar boeken verkocht. Ze woont tegenwoordig in North Carolina.